# 二突艾蛛
二突艾蛛（学名：Cyclosa bicauda）为园蛛科艾蛛属的动物。分布于台湾岛等地。该物种的模式产地在台湾。